# روي فيليبي أرواخو موريرا
روي فيليبي أرواخو موريرا (31 مايو 1996 في البرتغال - ) هو لاعب كرة قدم برتغالي في مركز الوسط. شارك مع منتخب البرتغال تحت 16 سنة لكرة القدم ومنتخب البرتغال تحت 17 سنة لكرة القدم ومنتخب البرتغال تحت 18 سنة لكرة القدم ومنتخب البرتغال تحت 19 سنة لكرة القدم. أما مع النوادي، فقد لعب مع FC Porto B ‏.

## وصلات خارجية
- روي فيليبي أرواخو موريرا على موقع قاعدة بيانات كرة القدم.إي يو (الإنجليزية)
- روي فيليبي أرواخو موريرا على موقع Soccerway.com (الإنجليزية)